# Mike Barson
Mike Barson, właśc. Michael Wilson Barson (ur. 21 kwietnia 1958 w Londynie) – brytyjski muzyk, kompozytor, klawiszowiec angielskiego zespołu ska-poprockowego Madness. Znany jest też pod pseudonimem 'Monsieur Barso'.
W 1976 roku wraz z Chris Foreman (Chrissie Boy) Foremanem na gitarze, Lee (Kix) Thompsonem na saksofonie i wokalu, Johnem Haslerem na perkusji oraz Cathalem (Chas Smash) Smyth'em na basie założyli zespół The Invaders (The North London Invaders), który z czasem, po różnych roszadach personalnych w latach 1976 – 78 przekształcił się w Madness. Razem z grupą odnosi spory sukces komercyjny. Jako kompozytor i autor tekstów odpowiedzialny jest za większość przebojów zespołu.
Nagrywa z nim płyty One Step Beyond... (1979), Absolutely (1980),  7 (1981), The Rise and Fall (1982), Keep Moving (1984),  Wonderful (1999), The Dangermen Sessions Vol. 1 (2005) oraz The Liberty of Norton Folgate (2009).
Wkrótce po nagraniu Keep Moving opuścił szeregi zespołu. Niedługo potem zespół rozpadł się.
W 1992 roku Madness zebrali się z Barsonem w składzie z okazji koncertu nazwanego Madstock (album Madstock!). W 1995 roku uczestniczył w nagraniach pierwszego solowego albumu kolegi z macierzystej grupy Grahama "Suggsa" McPhersona – The Lone Ranger.
Zespół (z Barsonem w składzie) gra i nagrywa do dzisiaj. Można go było zobaczyć 4 sierpnia 2009 na Open’er Festival w Gdyni.